# Сан-Мамеде (Эвора)
Сан-Мамеде (порт.  São Mamede) — фрегезия (район) в муниципалитете Эвора  округа Эвора в Португалии. Территория — 0,23 км². Население — 2171 жителей. Плотность населения — 9439,1 чел/км².